# Габе, Жозеф

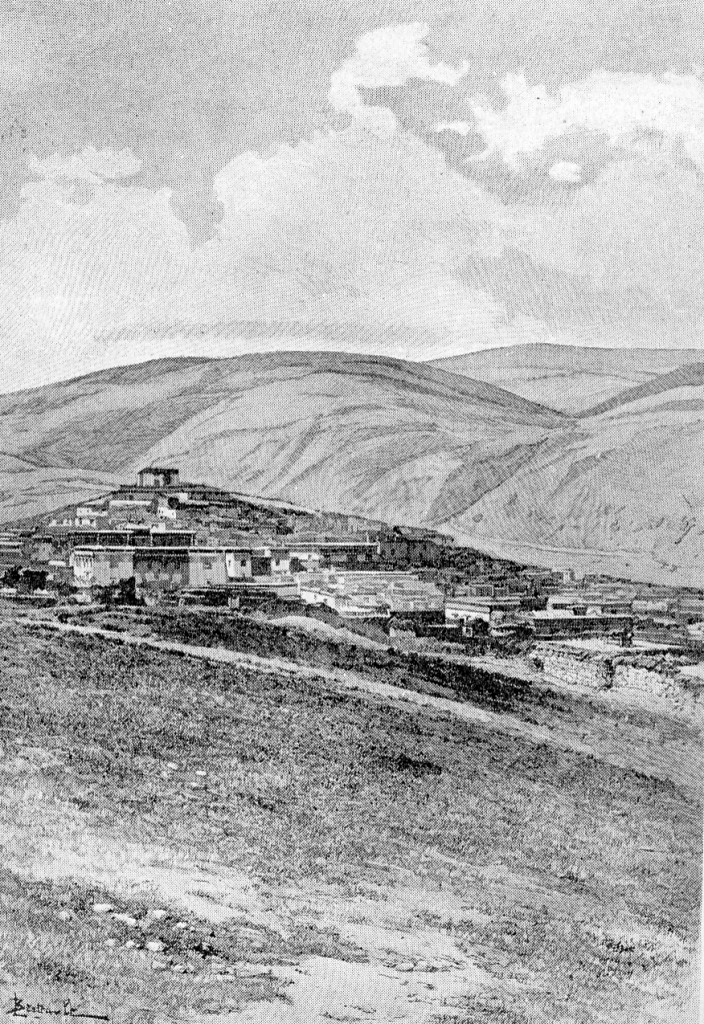
Литан в 1840-х годах. Иллюстрация из «Путешествия» Гюка и Габе.

Жозе́ф Габе́ (фр. Joseph Gabet; 4 декабря 1808, Неви-сюр-Сейль, Франция — 3 марта 1853, Рио-де-Жанейро) — французский путешественник и тибетолог. Католический монах, миссионер ордена лазаристов. Известен описанием своего путешествия по Китаю, Монголии и Тибету, в соавторстве с товарищем по путешествию Э. Р. Гюком. Особое место в творчестве исследователя занимает описание Тибета.

## Биография
Габэ был рукоположён 27 октября 1833 года. Вступил в орден лазаристов 22 февраля 1834 года. Через год, 21 марта 1835 года, он отправился из Гавра в Китай через  Батавию и Сурабайю, прибыв в Макао 29 августа. Через год, 15 августа 1836 года он отправился в поездку в Монголию, в регион Хэйшуй, куда он прибыл в марте 1837 года. Здесь они с Гюком вели тайную миссионерскую деятельность, переодевшись буддийскими ламами.
Летом 1844 года он и Эварист Гюк отправились исследовать Тибет, и впервые после Мэннинга достигли Лхасы.
В 1846 году они вернулись в Макао, а затем в Европу. Оба путешественника получили огромное внимание общественности, их книга была вскоре издана на нескольких языках.
Однако направленный Габе римскому престолу меморандум о путешествии содержал жёсткое требование о том, чтобы готовить католических священнослужителей из китайцев и других местных жителей. Это послужило причиной острого конфликта Габе с католической иерархией. В 1850 году Эммануэль Верроле, апостолический викарий Маньчжурии, добился наложения официального проклятия на меморандум Габе.
В 1849 году Габе отправился в Бразилию, где оставил орден лазаристов и в 1853 в Рио-де-Жанейро скончался.